# Desa Cibodas (administrativ by i Indonesien, Jawa Barat, lat -6,95, long 106,54)
Desa Cibodas är en administrativ by i Indonesien.   Den ligger i provinsen Jawa Barat, i den västra delen av landet, 90 km söder om huvudstaden Jakarta.